# Leptostygnus
Genre
Synonymes
- Angela González-Sponga, 1987 nec Audinet-Serville, 1838

Leptostygnus est un genre d'opilions laniatores de la famille des Agoristenidae.

## Distribution
Les espèces de ce genre se rencontrent en Colombie et au Venezuela.

## Liste des espèces
Selon World Catalogue of Opiliones (13/07/2021) :
- Leptostygnus leptochirus Mello-Leitão, 1940
- Leptostygnus marchantiarum (González-Sponga, 1987)
- Leptostygnus yarigui García & Villarreal, 2020

## Publication originale
- Mello-Leitão, 1940 : « Un solifugo da Argentina e alguns opiliões da Colômbia. » Annaes da Academia Brasileira de Sciencias, vol. 12, p. 301–311.